# ناتاشا دالی
ناتاشا دالی (انگلیسی: Natasha Daly؛ زادهٔ ۲۹ نوامبر ۱۹۷۹) بازیکن سابق فوتبال اهل انگلستان است. بزرگترین افتخار او بازی در بازی فینال جام حذفی زنان انگلیس در سال ۱۹۹۸ با آرسنال بود که در آن آرسنال برنده شد.
وی همچنین در تیم ملی فوتبال زنان انگلستان بازی کرده است.